# Hallsfjärden

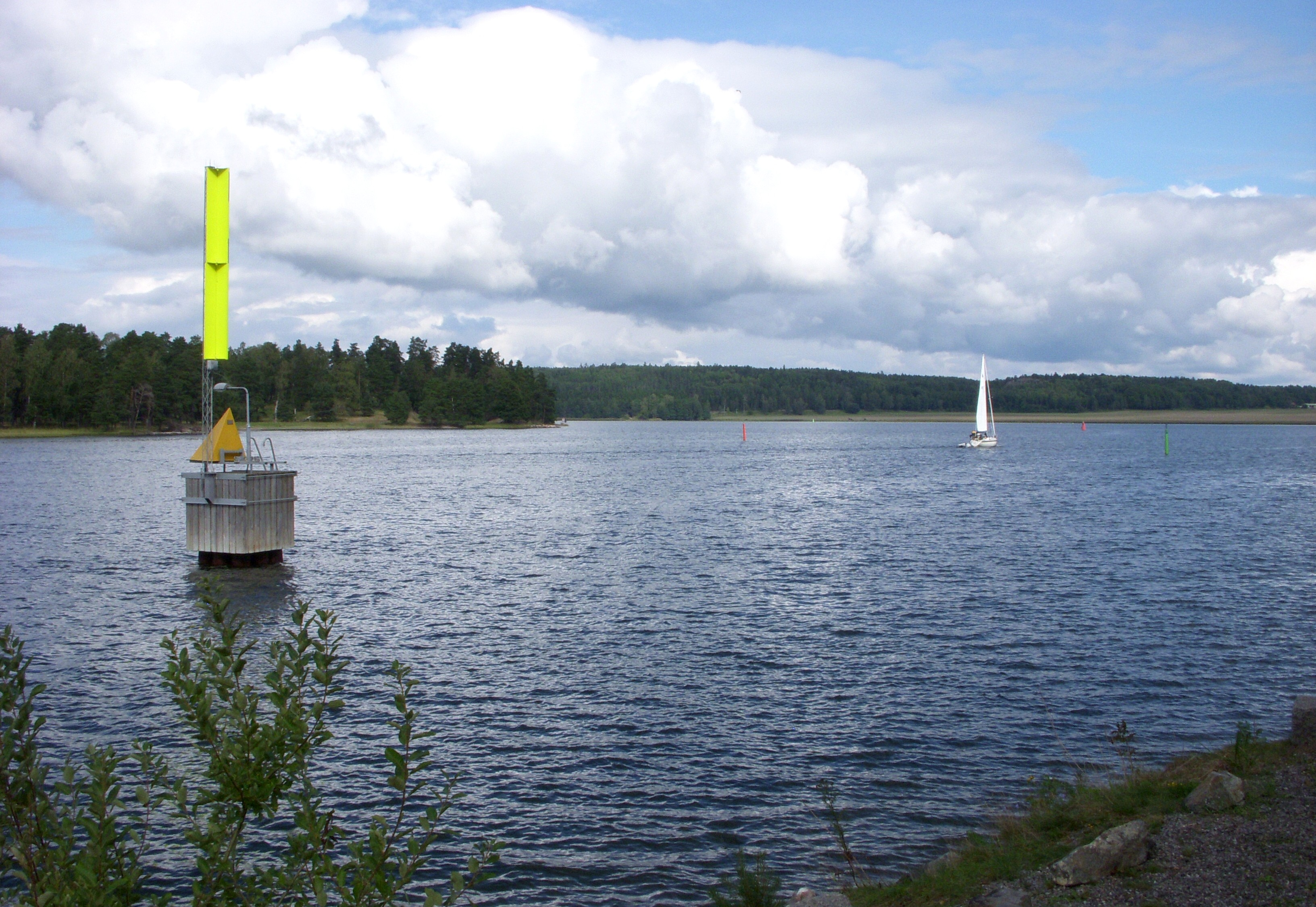
Hallsfjärdens södra del, vy från Brandalsund mot norr, augusti 2010.

Hallsfjärden är en fjärd av Östersjön som ligger mellan  Södertälje kommun och Botkyrka kommun, kommungränsen går mitt i fjärden. Vid västra sidan finns bland annat tätorten Pershagen. Hallsfjärden är en del av Södertäljeleden.
Hallsfjärden är den nordligaste fjärden längs inloppet mot Södertälje. Den begränsas i söder av Järnafjärden och i norr slutar den i Södertälje hamn vid Igelstabron. Fjärden är cirka 8 kilometer lång och cirka 500 meter bred vid sitt smalaste ställe.
Eftersom Hallsfjärden var av strategisk betydelse för Södertäljes sjöfart var den skyddat av försvarsanläggningen Trindborgen i höjd med sundet Brandalsund mot söder. Där fanns så sent som på 1860-talet ett kanonbatteri.